# Thierry Groensteen
Pour les articles homonymes, voir Groensteen.
Thierry Groensteen, né le 18 avril 1957 à Uccle (Bruxelles), est un historien et théoricien de la bande dessinée de nationalité belge et française.
Il contribue dans les années 1980 au développement de la théorie de la bande dessinée en dirigeant Les Cahiers de la bande dessinée, puis en travaillant pour Le Monde.
À travers missions institutionnelles, publications, expositions, enseignement et conférences, il poursuit depuis ses travaux de théorisation et légitimation de la bande dessinée.
C'est l'un des théoriciens francophones de la bande dessinée les plus visibles avec Benoît Peeters, Pierre Fresnault-Deruelle et Harry Morgan. Il écrit également de la fiction.

## Biographie

### Formation (1960-1970)
Thierry Groensteen naît le 18 avril 1957 à Uccle, une des dix-neuf communes de la région bruxelloise. De 1960 à 1975, Thierry Groensteen est élève de l'École européenne de Bruxelles. Au début des années 1970, il suit des cours de théâtre, tout en dirigeant Buck, le journal de son école, qu'il transforme progressivement en fanzine de bande dessinée. Tome y publie ses premières planches, Numa Sadoul et Didier Pasamonik rédigent des articles.
Après son baccalauréat, il étudie à partir de 1975 le journalisme à l'IHECS (Institut des hautes études des communications sociales), à Tournai, dont il sera diplômé en 1979. Après avoir été stagiaire pour Le Soir en 1978, il travaille comme stagiaire à la Direction générale de l'Information de la Commission des Communautés européennes pendant cinq mois. Puis en journaliste indépendant, il rédige un bulletin hebdomadaire intitulé Eurofocus,. Au cours de cette période, il collabore aussi à 30 Jours d’Europe, Euroforum et aux Dossiers de l’Europe jusqu'en 1983. Cependant, dès cette époque, il s'oriente avant tout vers la bande dessinée, tout en se produisant comme comédien amateur dans plusieurs troupes bruxelloises,.

### Publications et théorie de la bande dessinée (année 1980)
En 1980, ses amis Didier et Daniel Pasamonik, qui viennent de fonder Magic Strip, publient son premier livre, une monographie consacrée à Jacques Tardi,. L'ouvrage délaisse la biographie pour une approche analytique de l'œuvre et a l'aspect d'un livre d'art. Il publie comme scénariste de bande dessinée en 1981 chez Glénat L'Ingénue et le dictateur, premier volet des aventures africaines d'Antoine et Victor, avec le dessinateur Jean Lucas. Le deuxième épisode, Les Compagnons du Mashamba, est prépublié dans Circus et ne connaît pas d'album, mais la trilogie projetée reste inachevée. Toujours en 1981, il collabore régulièrement au rédactionnel d'(À suivre) jusqu'en janvier 1984. En 1983, il rédige des articles rédactionnels de Spirou et y crée, avec Glem, le personnage éphémère de Freddy Guidon (1983-1985). Il mène également d'autres projets scénaristiques avec Séraphine et Philippe Wurm mais ceux-ci n'aboutiront pas.
En janvier 1984, il prend en main Les Cahiers de la bande dessinée, l'ancien fanzine de Jacques Glénat qui était en perte de vitesse après cinquante-cinq numéros. Distribuée en kiosque, tirée à 12 000 exemplaires avec des ventes de 6 à 10 000 exemplaires, la revue propose, sous la direction de Groensteen, une approche critique très poussée de la bande dessinée. Elle contribue à faire reconnaître la bande dessinée comme art véritable auprès du grand public et de l'université. Groensteen abandonne son rôle de rédacteur en chef en décembre 1988, après vingt-huit numéros. La revue ne survit que quelques mois à son départ. De 1986 à 1990, Groensteen assure également la chronique mensuelle de bande dessinée du supplément littéraire du Monde,.
De septembre 1986 à juin 1989, il enseigne à l’Institut des hautes études des communications sociales à Mons le langage de la bande dessinée, d'abord seul, puis aux côtés de Thierry Smolderen. C'est sa première expérience de l'enseignement.
En 1987, il organise le colloque « Bande dessinée, récit et modernité », qui se tient du 1er au 11 août 1987 à Cerisy,. Jean-Christophe Menu y fait la connaissance de Lewis Trondheim. Les actes du colloque sont publiés par les éditions Futuropolis.
En septembre 1988, le Centre national de la bande dessinée et de l'image (CNBDI) d'Angoulême le recrute comme « conseiller scientifique ». Groensteen s'installe à Angoulême l'année suivante. En parallèle à ses missions pour le CNBDI, il enseigne l'histoire et la théorie de la bande dessinée à l'École supérieure de l'image et deviendra par la suite en 2007 un intervenant régulier au sein de son Master Bande Dessinée. Il monte au Centre d’action culturelle de la ville sa première exposition en 1990, Little Nemo et autres songes de Winsor McCay. À Angoulême, il revient également à ses premières amours théâtrales, jouant Marivaux (La Dispute), Jean-Claude Grumberg (Rixe) ou encore Martial Courcier (L'Opposé du contraire).

### Études et directions de publications (années 1990)
En 1991, il publie chez Casterman L'Univers des Mangas : une introduction à la bande dessinée japonaise, premier ouvrage de langue française entièrement consacré à la bande dessinée japonaise, et ce avant l'arrivée massive des mangas sur le marché francophone.
En 1992, il démissionne du CNBDI et soutient à Toulouse-Le Mirail un mémoire de DEA, Le système spatio-topique de la bande dessinée, afin de faire valider par l'université ses acquis professionnels. En 1996, il y soutient sa thèse en Lettres modernes, Système de la bande dessinée, devant Mireille Dottin-Orsini, Pierre Fresnault-Deruelle, Bernard Magné et Pascal Ory. Elle obtient la mention « très honorable » avec les félicitations du jury. Elle est publiée aux Presses universitaires de France en 1999, sous le même titre. L'ouvrage, assez complexe, propose une approche sémiotique de la bande dessinée. Il sera traduit dans de nombreux pays et sera complété en 2011 par un tome 2 intitulé Bande dessinée et narration chez le même éditeur
.
En 1993, il est un des membres fondateurs de l’Oubapo, Ouvroir de bande dessinée potentielle, groupe fondé sur le modèle de l'Oulipo. Il contribue en 1997 à la première publication du groupe, l’Oupus 1, publié par L'Association, avec un texte fondateur recensant les contraintes formelles spécifiques à la BD. Il se met en congé du groupe en 1999. Fin 1993, il réintègre le CNBDI comme directeur du musée. En 1994, il crée et dirige, avec Henry Dougier, la collection « Histoires graphiques » aux éditions Autrement. Cinq titres sont publiés jusqu'en 1997. La même année, il rédige avec Benoît Peeters un ouvrage sur Rodolphe Töpffer, dont il fait rééditer les histoires en estampes aux éditions du Seuil.
En 1996, alors que Groensteen vient d'obtenir la nationalité française, paraît le premier numéro de la revue du musée de la bande dessinée, Neuvième Art, qu'il dirige. Reprenant l'héritage des Cahiers de la bande dessinée, Neuvième Art, édité par le CNBDI, est un annuel luxueux portant un regard critique avancé aussi bien sur le patrimoine de la bande dessinée que sur ses manifestations les plus contemporaines.
Multipliant ses participations institutionnelles, Groensteen entre au Centre d’Étude de l’Écriture (groupe de recherche Paris VII-CNRS) comme chercheur associé en 1997 jusqu'en 2002,, et tient à partir de 1999 la chronique de bande dessinée de Vient de paraître, publié par l'Association pour la diffusion de la pensée française (ministère français des Affaires étrangères).

### Activités diverses (années 2000)
En 2001, il démissionne de son poste de directeur du musée de la bande dessinée. Durant ses années à ce poste, il a organisé ou participé à de nombreuses expositions, souvent assorties de catalogues, qui ont donné des ouvrages sur George Herriman, Caran d'Ache, Alberto Breccia, Alex Barbier ou encore Popeye. Il monte également des expositions en Allemagne (à Hambourg et à Hildesheim) et est le commissaire de « Maîtres de la bande dessinée européenne », que la Bibliothèque nationale de France présente à l'automne 2000.
Recevant une bourse dite « d'année sabbatique » du Centre national du livre en juin 2001, il se consacre à l'écriture. En 2002 paraît un ouvrage sur La Cage de Martin Vaughn-James et l'année suivante un autre, Lignes de vie, consacré au visage dans la bande dessinée.

### Maison d'édition
En 2002, après être devenu administrateur de la Maison des Auteurs où il assure la fonction de secrétaire avant d'en devenir président, il crée, toujours à Angoulême, sa structure d'édition, les Éditions de l'An 2,. Son objectif étant d'allier intransigeance éditoriale avec rentabilité économique. Sa politique éditoriale étant basée sur une voie médiane entre l'édition alternative et les gros éditeurs.
Il publie des bandes dessinées contemporaines (révélant Jens Harder, Olivier Schrauwen, Anthony Pastor ou encore Florent Grouazel et Younn Locard), crée une collection militante « Traits féminins » avec Barbara Yelin, réédite des grandes œuvres du passé dans la collection « Krazy Klassics » (A. B. Frost, Fletcher Hanks, Guido Crepax, H. M. Bateman, Antonio Rubino, Ernie Bushmiller, Cliff Sterrett...), et propose divers ouvrages critiques, écrits par Groensteen ou par Harry Morgan. L'An 2 coédite les numéros 8 à 13 de Neuvième Art, devenu semestriel. Cependant, Jean-Marie Compte, alors directeur du CNBDI, décide de dématérialiser la revue, qui devient un site en ligne. En 2006, Groensteen publie un nouvel ouvrage critique, consacré au comique chez Hergé et l'essai Un objet culturel non identifié, qui fait le bilan de trente années de légitimation progressive de la bande dessinée, tout en expliquant pourquoi certains clichés perdurent. Mais le 28 décembre 2006, L'An 2 dépose le bilan après 67 titres publiés, la prise de risques étant trop importante, le pari étant perdu. Dès l'année suivante, Groensteen dirige pour Actes Sud la collection « Actes Sud-L'An 2 », poursuivant son travail d'éditeur en faisant l'économie d'une structure autonome.
En 2008, il signe en tant que scénariste l'album Les Pierres aveugles, une histoire d’amour sur fond de lutte tribale et de fanatisme religieux au Yémen, publié aux éditions Actes Sud,.
En 2009, il publie La Bande dessinée, son histoire et ses maîtres, volumineux ouvrage qui sert de catalogue au nouveau musée de la Bande dessinée, désormais implanté dans les Chais Magelis. Il prend la rédaction en chef de la revue numérique NeuvièmeArt2.0 jusqu'en juin 2021 et lance en janvier 2010 son propre blog, Neuf et demi, où, pendant un an, il publie de nombreux billets critiques. La médiathèque François-Mitterrand de Poitiers lui consacre une exposition : Une vie pour la bande dessinée,. En 2010, avec Gilles Ciment et d'autres collaborateurs est publié 100 cases de maître : un art graphique, la bande dessinée (éd. La Martinière), qui analyse l'œuvre de cent auteurs.
Il participe à l'ouvrage collectif L'Art de la bande dessinée,,, ouvrage qui institue définitivement la bande dessinée en art, publié chez Citadelles & Mazenod (2012) et qui sera censuré par l'éducation nationale en 2014.
À partir de 2012, il devient chargé de mission au Conseil départemental détaché auprès de la Cité internationale de la BD (CIBDI), pour laquelle il monte de nouvelles expositions (Parodies, Nocturnes, Mode et bande dessinée...). Il s'intéresse encore à la folie architecturale des frères Réthoré dans La Mercerie : une folie charentaise en 2013. 2014 voit la parution de M. Töpffer invente la bande dessinée (éd. Les Impressions nouvelles), ouvrage sur les origines de la bande dessinée et entame ainsi une polémique avec son ami Smolderen. Il participe au conseil scientifique des « États généraux de la bande dessinée » en 2015 et la même année, il publie Un art en expansion : Dix Chefs-d'œuvre de la bande dessinée moderne (éd. Les Impressions nouvelles) et collabore à la série documentaire Phylactère du réalisateur Marc Faye qui comporte 25 épisodes. Il monte l'exposition Un siècle d'affiches politiques et sociales en bande dessinée avec Michel Dixmier au Musée de la bande dessinée d'Angoulême qui se tient d'octobre à décembre 2016.

### Temps de l'écriture
À l’occasion de ses soixante ans, Thierry Groensteen fait don de ses archives à la bibliothèque de la Cité
. C'est également en 2017 qu'est publié La bande dessinée au tournant (éd. Les Impressions nouvelles), portant sur les évolutions du statut et du marché de la bande dessinée,.
Avec un très court essai L’Excellence de chaque art dans la « Iconotextes » aux éditions Presses universitaires François-Rabelais, il fait le point sur la question du parallèle des arts en 2018.
En début d'année 2019, il publie une monographie en hommage à Marcel Gotlib Gotlib Un abécédaire (éd. Les Impressions nouvelles) puis c'est sous le nom de plume de Noé Sergent (anagramme de Groensteen) qu'il publie le polar Écran noir sur Angoulême aux éditions La Déviation la même année. Pourtant rétif à l'exercice Lewis Trondheim se confie dans Entretiens avec Lewis Trondheim publiés à L'Association.
Approchant de la retraite, Groensteen écrit son autobiographie qu'il fait illustrer par François Ayroles dans la collection « Mémoire vive » aux éditions PLG en 2021. Depuis septembre, il désigné comme membre du jury désignant les artistes qui créeront des fresques pérennes pour les gares du Grand Paris Express. Tandis qu'en novembre de la même année, il reprend l'écriture de billets sur son blog. En 2022, Groensteen commence par compléter son Système de la bande dessinée avec le troisième tome La Bande dessinée et le temps dans lequel il démontre l'importance majeure de la représentation du temps dans les littératures en images (éd. Presses universitaires François-Rabelais) et il publie aussi quelques mois plus tard La Bande Dessinée en France à la Belle Époque : 1880-1914 (éd. Les Impressions nouvelles) et défriche un pan méconnu de l'histoire du 9e art. Sortant de sa spécialité, il signe Belles Bêtes. Chefs-d’œuvre de l’art animalier, un livre d’art qui paraît en septembre 2023 aux Nouvelles Éditions Scala et qui traite de la représentation de l’animal de la préhistoire à nos jours.

### Conférences
En outre, Groensteen donne des conférences publiques notamment à Aix, Angoulême, Bastia, Barcelone, Berlin, Berne, Bruxelles, Charleroi, Coblence, Genève, Hanoï, Helsinki, Landerneau, Lausanne, Liège,, Londres, Lyon, Mégève, New York, Paris, Prague, Saint-Pétersbourg, Toronto, Valence, Växjö et Washington.
Parallèlement, Thierry Groensteen est le traducteur, le préfacier et rédige les dossiers pour des intégrales de nombreux albums de bande dessinée. Il collabore occasionnellement aux revues Le Débat, Esprit, Genesis, Livres Hebdo.

### Académie des beaux-arts
Le 15 avril 2024, il est élu correspondant de la section gravure et dessin de l'Académie des beaux-arts.

### Vie privée
Il demeure en Charente depuis 1989, il a une fille Audrey, née en mai 1988 et un fils Léo, né en septembre 1994.

## Œuvres

### Publications

#### Ouvrages sur la bande dessinée
- Tardi, Bruxelles : Magic Strip, 1980 (BNF 34663890).
- Hermann, Paris : A. Littaye, 1982 (BNF 34735011).
- Avec Alix (avec Jacques Martin), Tournai : Casterman, 1984  (ISBN 2-203-31351-X)Réédition augmentée en 1987  (ISBN 2-203-32601-8) et en 2002[25] (ISBN 2-203-34905-0).
- La Bande dessinée depuis 1975[82], Paris : M.A., coll. « Le Monde de », 1985  (ISBN 2-86676-186-3).
- Thierry Groensteen, Animaux en cases : Une histoire critique de la bande dessinée animalière, Paris, Futuropolis, 1987, 223 p., ill. ; 26 cm (ISBN 9782737656330 et 2-7376-5633-8, OCLC 30716219, présentation en ligne).
- L'Univers des mangas, une introduction à la BD japonaise[19], Tournai : Casterman, 1991  (ISBN 2-203-32603-4).
  - Réédition mise à jour en 1996[83]  (ISBN 2-203-32606-9).
- Benoît Peeters, Töpffer : L’invention de la bande dessinée, Paris, Hermann, coll. « Collection Savoir, Sur l'art », 1994, 245 p., ill. ; 21 cm (ISBN 9782737656330 et 2-7056-6214-6, OCLC 762536734, présentation en ligne).
- Töpffer, l’invention de la bande dessinée (avec Benoît Peeters), Hermann, Paris, coll. « Savoirs sur l'art », 1994  (ISBN 2-7056-6214-6).
- La Bande dessinée[84], Toulouse : Milan, coll. « Les essentiels », 1996  (ISBN 2-84113-489-X).
  - Réédition mise à jour en 2005  (ISBN 2-7459-1039-6).
- Histoires sans paroles du Chat noir[85], Angoulême, Musée de la bande dessinée, coll. « Bibliothèque du 9ème art », 1998, 64 p., ill. ; 31 cm (ISBN 9782907848138 et 2907848135, OCLC 41463774, BNF 37025451, présentation en ligne).
- La Bande dessinée en France, Paris : Association pour la diffusion de la pensée française et Angoulême : CNBDI, 1998  (ISBN 2-911127-51-X).
- Système de la bande dessinée, Paris : Presses universitaires de France, coll. « Formes sémiotiques » :

1. Système de la bande dessinée, 1999  (ISBN 2-13-050183-4).
2. Bande dessinée et Narration : Système de la bande dessinée 2[86],[21], 2011  (ISBN 978-2-13-058487-2).
3. Système de la bande dessinée[87], PUF, 2025  (ISBN 9782130872702) — Édition définitive.

- Astérix, Barbarella et Cie : Histoire de la bande dessinée d'expression française à travers les collections du musée de la bande dessinée d'Angoulême[88], Angoulême : CNBDI et Paris : Somogy, 2000  (ISBN 2-85056-389-7).
- La Construction de La Cage, autopsie d'un roman visuel[24], Bruxelles : Les Impressions nouvelles, 2002  (ISBN 2-906131-42-3).
- Lignes de vie : Le Visage dessiné[25], Saint-Égrève : Mosquito, 2003  (ISBN 2-908551-52-7).
- Le Rire de Tintin : Essai sur le comique hergéen[31], Bruxelles : Moulinsart, 2006  (ISBN 2-87424-108-3).
- La Bande dessinée : Un objet culturel non identifié[32], Angoulême : Éditions de l'An 2, coll. « Essais », 2006  (ISBN 2-84856-078-9).
- L’Art d’Alain Saint-Ogan[89] (avec Harry Morgan), Arles : Actes Sud, coll. « Actes Sud-L’An 2 », 2007  (ISBN 978-2-7427-7106-6).
- La Bande dessinée mode d’emploi[90], Bruxelles : Les Impressions nouvelles, 2008  (ISBN 978-2-87449-041-5).
- En chemin avec Baudoin[91], Montrouge : PLG, 2008  (ISBN 978-2-917837-00-9).
- Le Petit Catalogue du Musée de la bande dessinée[36], Paris : Skira-Flammarion, 2009  (ISBN 978-2-08-122758-3).
- La Bande dessinée, son histoire et ses maîtres[36], Paris : Skira-Flammarion et Angoulême : CIBDI, 2009  (ISBN 9782081227576).
- Parodies : la bande dessinée au second degré, Paris : Skira-Flammarion, 2010  (ISBN 978-2-08-124566-2).
- Entretiens avec Joann Sfar[92], Bruxelles : Les Impressions nouvelles, 2013  (ISBN 978-2-87449-158-0).
- M. Töpffer invente la bande dessinée[93], Bruxelles : Les Impressions nouvelles, 2014  (ISBN 978-2-87449-187-0).
- Un art en expansion : Dix Chefs-d'œuvre de la bande dessinée moderne[47], Bruxelles : Les Impressions nouvelles, 2015  (ISBN 978-2-87449-300-3).
- La Bande dessinée au tournant[51], Bruxelles : Les Impressions nouvelles, 2017  (ISBN 978-2-87449-436-9).
- Gotlib : un abécédaire[53], Bruxelles : Les Impressions nouvelles, 2019  (ISBN 978-2-87449-646-2).
- Entretiens avec Lewis Trondheim[55], Paris : L'Association, 2020  (ISBN 978-2844147691).
- La bande dessinée et le temps[57], Tours, Presses universitaires François-Rabelais, coll. « Iconotextes », 22 janvier 2022, 154 p., ill. ; 21 cm (ISBN 9782869068087 et 2869068085, OCLC 1314897150, présentation en ligne)
- La bande dessinée en France à la Belle Époque : 1880-1914[58], Bruxelles, Les Impressions nouvelles, 6 octobre 2022, 191 p., ill. ; 33 cm (ISBN 9782874499883 et 2874499889, OCLC 1348632174, présentation en ligne).

#### Bandes dessinées
- L'Ingénue et le Dictateur, Glénat, Grenoble, 1981
Scénario : Thierry Groensteen - Dessin : Jean Lucas - Couleurs : quadrichromie -  (ISBN 2723402568)
- Les Pierres aveugles[34], Éditions de l'An 2, coll. « Actes Sud - L'An 2 », Arles, juin 2008
Scénario : Thierry Groensteen - Dessin et couleurs : Patrice Cablat -  (ISBN 978-2-7427-7331-2)

#### Direction d'ouvrages sur la bande dessinée
- L’Année de la bande dessinée 84-85 (avec Stan Barets), Grenoble : Glénat, 1984 (BNF 43443243).
- L’Année de la bande dessinée 85-86 (avec Stan Barets), Grenoble : Glénat, 1985.
- L’Année de la bande dessinée 86-87 (avec Stan Barets), Grenoble : Glénat, 1986 (BNF 43428769).
- L’Année de la bande dessinée 87-88 (avec Stan Barets), Grenoble : Glénat, 1987  (ISBN 2-72340877-9).
- L’Année de la bande dessinée 88-89 (avec Stan Barets), Grenoble : Glénat, 1988.
- Bande dessinée, Récit et Modernité : Centre culturel international de Cerisy-la-Salle, 1-11 août 1987, Paris : Futuropolis et Angoulême : CNBDI, 1988  (ISBN 2-7376-5689-3).
- Répertoire professionnel de la bande dessinée francophone 1989, Angoulême : CNBDI et Paris : Cercle de la librairie, 1989. Il a également dirigé les éditions 1990 et 1992.
- Little Nemo au pays de Winsor McCay, Angoulême : CNBDI et Toulouse : Milan, 1990  (ISBN 2-86726-559-2).
- Toute la bande dessinée 92, Paris : Dargaud, 1993  (ISBN 2-205-04180-0).
- Couleur directe, Thurn : Kunst der Comics, 1994  (ISBN 9783923102860).
- La Bédéthèque idéale (avec Catherine Ternaux), Angoulême : CNBDI, 1997  (ISBN 2-907848-08-9).
  - Réédition augmentée en 1998  (ISBN 2-907848-16-X).
- L’Égypte dans la bande dessinée[94], CRDP de Poitou-Charentes-CNBDI-Musée d’Angers, 1998  (ISBN 2-86632-474-9).
- La Transécriture : Pour une théorie de l’adaptation (avec André Gaudreault), colloque de Cerisy, Québec : Nota Bene et Angoulême : CNBDI, 1998  (ISBN 2-921053-98-5 et 2-907848-15-1).
- L’Humour graphique fin de siècle : De Goossens à Daumier, de Caran d'Ache à Glen Baxter[95], Angoulême : CNBDI et Saint-Denis : Presses universitaires de Vincennes, coll. « Humoresques » no 10, 1999  (ISBN 2-84-292-051-1).
- « On tue à chaque page ! » La loi de juillet 1949 sur les publications destinées à la jeunesse[96] (avec Thierry Crépin), Paris : Éditions du Temps et Angoulême : CNBDI, 1999  (ISBN 2-84274-098-X).
- Trait de génie : Giraud-Moebius, Angoulême : CNBDI, janvier 2000  (ISBN 2-907848-24-0).
- Maîtres de la bande dessinée européenne, Paris : Bibliothèque nationale de France / Éditions du Seuil, 2000  (ISBN 2-7177-2121-5 et 2-02-043657-4).
- Maîtres de la bande dessinée européenne : Le Cahier, Paris : Bibliothèque nationale de France, 2000  (ISBN 2-7177-2128-2).
- Guide international des musées de la bande dessinée, Angoulême : CNBDI, 2001  (ISBN 2-907848-28-3). Ouvrage quadrilingue français, anglais, japonais et espagnol.
- Primé à Angoulême. 30 ans de bande dessinée à travers le palmarès du festival[25], Angoulême : L’An 2, 2003  (ISBN 2-84856-003-7).
- Angoulême, la BD dans la ville, Angoulême : L'An 2, 2003  (ISBN 2-84856-008-8).
  - Réédition augmentée en 2005  (ISBN 2-84856-037-1).
- Artistes de bande dessinée (conversations)[97], Angoulême : L’An 2, coll. « Essais », 2003  (ISBN 2-84856-012-6).
- Les Musées imaginaires de la bande dessinée[98] (avec Gaby Scaon), Angoulême : CNBDI / L’An 2, 2004  (ISBN 2-84856-017-7).
- Verve : Ever Meulen 1988-2005[99] (avec Art Spiegelman et Bart De Keyser), Angoulême : L'An 2, 2006  (ISBN 2-84856-053-3).
- 100 Cases de maître : Un art graphique, la bande dessinée[38] (avec Gilles Ciment), Paris : La Martinière, 2010  (ISBN 978-2-7324-4140-5).
- Lewis Trondheim (Illustrateur), Le Bouquin de la bande dessinée[100],[15],[13] : dictionnaire esthétique et thématique, Paris, Angoulême, Robert Laffont ; La Cité internationale de la bande dessinée et de l'image, 2020, 854 p., ill. ; 20 cm (ISBN 9782221247068 et 2-2212-4706-X, OCLC 1236453113, présentation en ligne).

#### Catalogues d'exposition
- Les Années Caran d'Ache, Angoulême : CNBDI, 1998  (ISBN 2-907848-12-7).
- Krazy Herriman[101], Angoulême : CNBDI, 1997  (ISBN 2-907848-09-7).
- Popeye est c’qu’il est et v’là tout c’qu’il est, Angoulême : CNBDI, 2001  (ISBN 2-907848-31-3).
- Nocturnes. Le rêve dans la bande dessinée, Citadelles & Mazenod, 2013  (ISBN 978-2-85088-560-0).
- Bande dessinée 1964-2024, Éditions Centre Pompidou, 2024  (ISBN 978-2844269829).

#### Romans
- Parole de singe[102], Bruxelles : Les Impressions nouvelles, coll. « Jeunesse », 2012, 240 p.  (ISBN 978-2-87449-146-7).
- Écran noir sur Angoulême[54] (sous le pseudonyme-anagramme de Noé Sergent), Caudebec-en-Caux, La Déviation, 2019, 228 p.  (ISBN 979-10-96373-23-9).

#### Autres essais
- La Mercerie, une folie charentaise[81],[43], Bruxelles : Les Impressions nouvelles, 2013  (ISBN 978-2-87449-168-9).
- L'excellence de chaque art[52], Tours, Presses universitaires François-Rabelais, coll. « Iconotextes », 18 janvier 2018, 114 p., ill. ; 21 cm (ISBN 9782869066496 et 286906649X, OCLC 1023604327, présentation en ligne)

#### Beaux-livres
- Belles bêtes : chefs-d'œuvre de l'art animalier, Lyon, Nouvelles éditions Scala, 15 septembre 2023, 190 p., ill. ; 31 cm (ISBN 9782359882872 et 2359882872, présentation en ligne).

#### Publications dans des revues et journaux
- Fabrice Piault, « BD : une année de réorganisation : Le marché de la BD en 1991 », Livres Hebdo, no 3,‎ janvier 1992, p. 61-86 (ISSN 0294-0000, BNF 43918768)
- « Contre-culture, culture de masse ou divertissement? : L'étrange destin de la bande dessinée », Esprit, Éditions Esprit,‎ mars-avril 2002 (ISSN 0014-0759, lire en ligne , consulté le 16 décembre 2022)
- « L’hypothèse Lascaux », Communication & langages, no 178,‎ avril 2013, p. 117-125 (DOI 10.3917/comla.178.0117, lire en ligne, consulté le 7 décembre 2024).
- « La fabrique de la bande dessinée : Documents d’étape d’un processus étagé et mouvant », Genesis (Manuscrits-Recherche-Invention), Persée, no 43,‎ 2016, p. 43-50 (ISSN 2268-1590, lire en ligne, consulté le 16 décembre 2022)
- « 1833-2000 : une brève histoire de la bande dessinée[103] », Le Débat, Gallimard, no 195,‎ mai 2017, p. 51-66 (ISSN 0246-2346, DOI 10.3917/deba.195.0051, lire en ligne , consulté le 7 décembre 2024).

## Vidéographie
- Tintin et le cheval sans tête[104], Téléfilm de Nadia Bouzidi, 1997, 24 min.
- Alberto Breccia (concept, interview), avec Bertrand Désormeaux (réalisation), Angoulême : Centre national de la bande dessinée et de l'image, 1999, 26 min (BNF 38417107).
- Alex Barbier : Les Paysages de la nuit (interview), avec Jean-Pierre Delvalle (réalisation), Angoulême : Centre national de la bande dessinée et de l'image, 1999, 26 min (BNF 38417133).
- La Grande Expo[105], Mini-série télévisée, documentaire, 2013.
- Phylactère[106],[107], série documentaire conçue par Thierry Groensteen saison 1 en 2012 et saison 2 en 2015.
- Lucky Luke, la fabrique du western européen, Téléfilm, 2016, 52 min, participation comme historien[108].

## Commissariat d'expositions
- Little Nemo et autres songes de Winsor McCay[109], Angoulême, janvier 1990, remontée à Sierre et à Rio
- Alberto Breccia, Angoulême, janvier 1992, remontée à Paris
- Storyboard : 90 ans de dessins pour le cinéma, Paris, Palais de Tokyo, avril 1992, remontée à Angoulême[110]
- Couleur directe, Hambourg[111], mai 1993, remontée à Blois, Trévise et Barcelone
- Alex Barbier, les paysages de la nuit[112], Angoulême, janvier 1994
- Anges et démons[113], Angoulême, janvier 1994, remontée à la Martinique
- Saint-Ogan l’enchanteur[114], Angoulême, janvier 1995, remontée à Sierre
- Naissance de la bande dessinée : les histoires en estampes de Rodolphe Töpffer, Angoulême, janvier 1996, remontée à Genève, Hanovre et Bruxelles
- Krazy Herriman[101], Angoulême, janvier 1997
- Les Années Caran d'Ache[115], Angoulême, janvier 1998
- Tout’an BD, L’Égypte dans la bande dessinée[94], Angoulême, Musée de la bande dessinée, été 1998, remontée à Angers et à Chatou
- 49-956 : 50 ans de démoralisation de la jeunesse, Angoulême, janvier 1999
- Astérix, Barbarella et Cie - Trésors du musée de la bande dessinée d'Angoulême[116], Hildesheim, Basse-Saxe, Musée Roemer et Pelizaeus, 26 mai - 1er octobre 2000
- Maîtres de la bande dessinée européenne[117], Bibliothèque nationale de France, Site François-Mitterrand, Grande Galerie, du 10 octobre 2000 au 7 janvier 2001. Remontée au CNBDI du 24 janvier au 29 avril 2001
- Popeye est c'qu'il est et voilà tout c'qu'il est[118], Angoulême, Musée de la bande dessinée, juin-octobre 2001
- Parodies. La bande dessinée au second degré[119], Angoulême, Musée de la bande dessinée, janvier à avril 2011
- Le Musée privé d’Art Spiegelman[120], Angoulême, Musée de la bande dessinée, janvier à mai 2012
- Nocturnes. Le rêve dans la bande dessinée[121], Angoulême, Musée de la bande dessinée, décembre 2013 à mars 2014. Remontée en 2015 à la Bibliothèque départementale des Bouches-du-Rhône.
- Un siècle d'affiches politiques et sociales en bande dessinée (Groensteen co-commissaire d'exposition avec Michel Dixmier)[48], Angoulême, Musée de la bande dessinée, octobre à décembre 2016
- La bande dessinée d’expression française aujourd’hui[122], Francfort, Foire internationale du livre, Pavillon "Francfort en français", 11-15 octobre 2017. Remontée en 2018 à Liège[123] (festival de la BD, février), au Vietnam – Hué (avril) et Hanoï[124] (juillet) – et en Charente (médiathèque Alpha + Epiphyte, juillet-août)
- Mai 68 et la bande dessinée[125], Angoulême, Musée de la bande dessinée, mai à novembre 2018
- Roman graphique[126], Montricher, Fondation Jan Michalski, du 2 novembre 2018 au 7 janvier 2019
- Alfred : Vagabondages graphiques[127], Angoulême, Musée de la bande dessinée, février à juin 2019
- Mode et bande dessinée[128], Angoulême, Musée de la bande dessinée, du 18 décembre 2021 au 6 janvier 2020
- Lewis Trondheim fait des histoires[129], Angoulême, Musée de la Bande dessinée, 29 janvier au 10 mai 2020. Remontée à Montpellier (Médiathèque de l’Hérault, Pierresvives[130]), d’octobre 2022 à janvier 2023.
- Lignes de crête[131],[132], Le Palais – Espace d’Arts Moderne et Contemporain Edith Allard, Megève du 18 décembre 2021 au 18 avril 2022.
- Edmond Baudoin : dessiner la vie[133], Angoulême, mars 2022.
- Bandes dessinées, 1964-2024[134] avec Anne Lemonnier, Emmanuèle Payen et Lucas Hureau, Centre Pompidou, Galerie 2, Paris, 29 mai au 4 novembre 2024.

## Expositions
- Carte blanche à Thierry Groensteen : une vie pour la Bande Dessinée[18],[135], médiathèque François Mitterrand de Poitiers du 8 décembre 2009 au 27 février 2010.

## Prix
- 1995 : Prix Bloody Mary pour la direction de L'Argent roi ;
- 2004 : Prix du patrimoine au Festival d'Angoulême pour L'Anthologie Arthur Burdett Frost[136] ;
- 2010 : Prix de l'audace au Festival d'Angoulême pour Alpha... directions, de Jens Harder[137] ;
- 2013 : Prix SNCF du polar au Festival d'Angoulême pour Castilla Drive, d'Anthony Pastor[138]
- 2013 : Prix de la Nouvelle Revue Pédagogique pour le roman Parole de Singe[102] ;
- 2015 : Prix Artémisia pour Irmina, de Barbara Yelin[139] ;
- 2017 : Grand Prix Artémisia pour Frapper le sol, de Céline Wagner[140].